# Mida del bloc
En criptografia moderna, els sistemes de xifratge de clau simètrica normalment es classifiquen en sistemes de xifratge per flux i sistemes de xifratge per bloc. Els sistemes de xifratge per bloc operen sobre una cadena de bits de llargada fixa. La llargada d'aquesta cadena de bits és la mida del bloc. Tant l'entrada (Text clar) com la sortida (Text xifrat) són de la mateixa llargada; la sortida no pot ser més curta que l'entrada —; això s'exigeix pel principi del colomar i el fet que el sistema de xifratge hagi de ser — invertible; i és simplement indesitjable que la sortida sigui més llarga que l'entrada.
Fins a l'anunci de NIST del concurs AES, la majoria de xifratges per bloc seguien l'exemple del DES fent servir una longitud de bloc de 64 bits (8 bytes). Tanmateix la Paradoxa dels aniversaris diu que després d'acumular-se un cert nombre de blocs igual a l'arrel quadrada del nombre total possible, hi haurà una probabilitat d'aproximadament un 50% que dos o més siguin la mateixa, el que començaria a filtrar informació sobre el contingut de missatge. Així fins i tot quan es fa servirva amb un mode d'encriptació apropiat, només {\displaystyle 2^{32}\times 8} B = 32 Gb de dades es poden enviar de manera segura sota una clau. En la pràctica es desitja un marge de seguretat més gran, restringint una clau única a l'encriptació de moltes menys dades - uns quants centenars de megabytes. Abans això semblava com una quantitat considerable de dades, però avui s'excedeix fàcilment. (Si el mode d'encriptació no aleatoritza adequadament l'entrada, el límit és fins i tot pitjor).
Consegüentment s'exigia que els candidats a AES acceptessin a una llargada de bloc de 128 bits (16 bytes). Això hauria de ser acceptable per fins a {\displaystyle 2^{64}\times 16} B = 256 Exabytes de dades, i hauria de ser suficient per a bastants anys en el futur. El guanyador de la competició AES Rijndael, accepta mides clau de 128, 192, i 256 bits, però la longitud de bloc és sempre 128 bits. Les mides clau extres no foren adoptades per l'estàndard d'AES. Per a més informació en AES vegeu AES.
Unes quants sistemes de xifratge per bloc, com RC5, accepten una longitud de bloc variable. La construcció de Xarxa de Feistel i la construcció d'Outerbridge les dues poden augmentar la longitud de bloc eficaç d'un sistema de xifratge.
El sistema 3-Way de Joan Daemen i Baseking tenen longituds de bloc inusuals de 96 i 192 bits, respectivament.